# Departamento Monte Caseros
Das Departamento Monte Caseros liegt im Südosten der Provinz Corrientes im Nordosten Argentiniens und ist eine von 25 Verwaltungseinheiten der Provinz.
Im Nordosten grenzt es an das Departamento Paso de los Libres, im Nordwesten und Westen an das Departamento Curuzú Cuatiá, im Südwesten an die Provinz Entre Ríos und im Südosten, getrennt durch den Río Uruguay, an Uruguay.
Die Hauptstadt des Departamento Monte Caseros ist die gleichnamige Stadt Monte Caseros.

## Städte und Gemeinden
- Monte Caseros
- Mocoretá
- Parada Labougle
- Colonia Libertad
- Estación Libertad
- Parada Acuña
- Juan Pujol